# Ranunculus crenatus
Ranunculus crenatus je druh rostliny z čeledi pryskyřníkovité (Ranunculaceae).

## Popis
Jedná se o vytrvalou rostlinu dorůstající nejčastěji výšky 4–10 cm s krátkým oddenkem. Lodyha je přímá, zpravidla lysá, na vrcholu pouze s jedním, zřídka více květy. Listy jsou střídavé, přízemní jsou krátce řapíkaté, lodyžní jsou s kratšími řapíky až přisedlé. Čepele přízemních listů nedělené, na okraji vroubkované. Lodyžní listy jsou v počtu 1–2, nejvyšší pak celokrajný a čárkovitý, všechny listy jsou lysé. Květy jsou bílé, asi 20–25 mm v průměru. Kališních lístků je 5, vně jsou lysé. Korunní lístky jsou bílé, je jich zpravidla 5. Kvete v červnu až v červenci. Plodem je nažka na vrcholu zakončená zobánkem. Nažky jsou uspořádány do souplodí.

## Rozšíření
Ranunculus crenatus roste v horách střední až jihovýchodní Evropy a to ve východních Alpách, Apeninách ve východních a jižních Karpatech a v horách Balkánu. V České republice neroste, na Slovensko také nezasahuje.